# Cutty Ranks

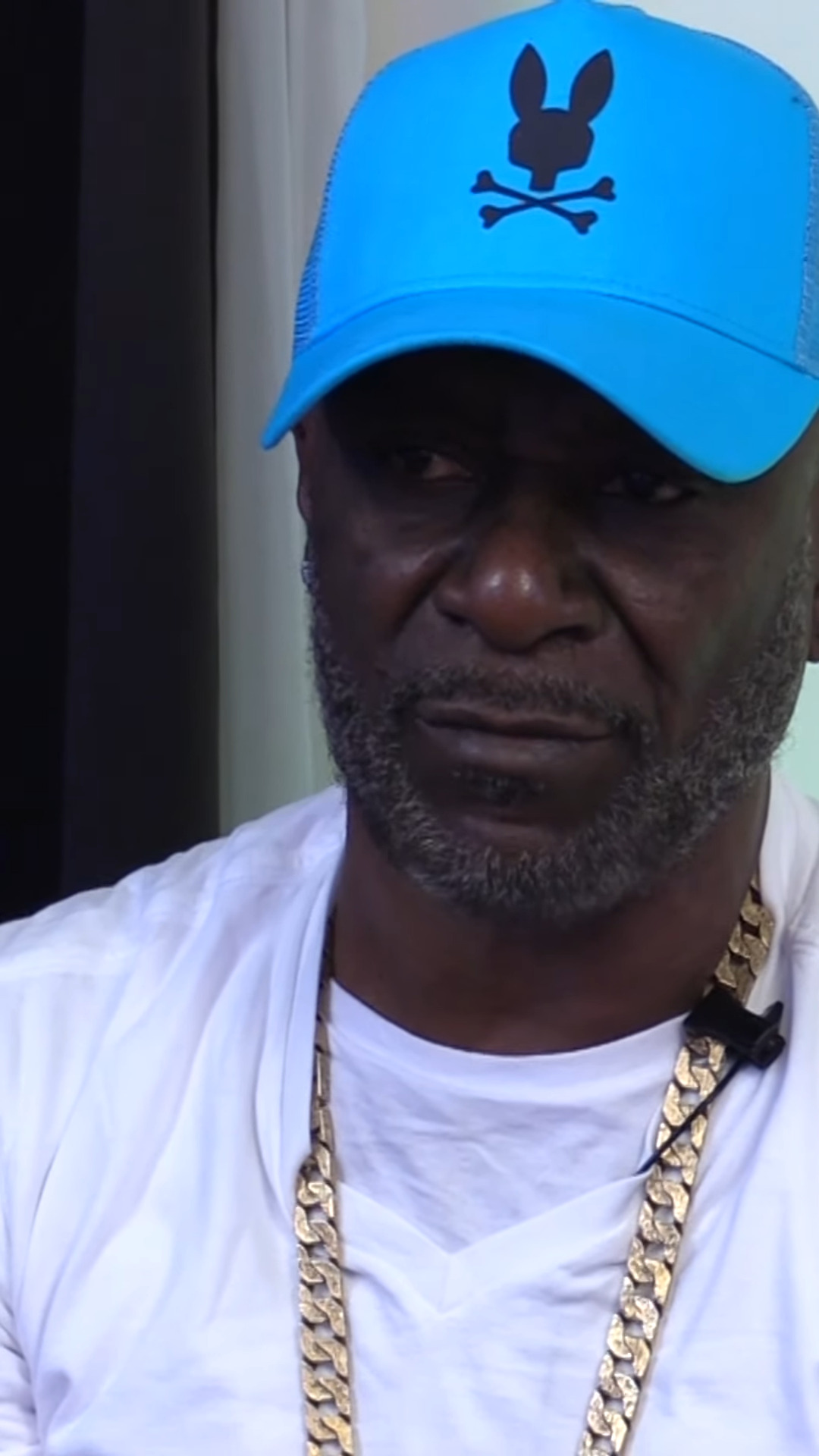
Cutty Ranks (2025)

Cutty Ranks (eigentlich Philip Thomas; * 1965 in Jamaika) ist ein Reggae- und Dancehallmusiker.

## Leben und Wirken
Im Alter von 14 Jahren begann Cutty Ranks mit der Reggaemusik. In seinen frühen Jahren wurde er von Künstlern wie Josey Wales beeinflusst. Er spielte bei der Formation Killamanjaro, wo er mit EarlyB, Super Cat, Puddy Roots und Little Twitch zusammenspielte. In den 1980er Jahren veröffentlichte er auf dem Label von Winston Riley seine Debütsingle „Gunman Lyrics“. Dort veröffentlichte er später auch noch Songs wie Out Of Hand und Fishman Lyrics.
1991 veröffentlichte er sein erstes Album mit dem Titel The Stopper. Noch im selben Jahr folgten die Alben Lethal Weapon und Retreat. Ein Jahr später veröffentlichte er From Mi Heart und schließlich 1996 sein bisher erfolgreichstes Album 6 Million Ways to Die. Im Jahr 2000 veröffentlichte Ranks sein Album Back With A Vengeance, welches von King Jammy produziert wurde und mit dem er eine neue musikalische Richtung einschlug. Auf dem Album singt er hauptsächlich Hip-Hop- und Dancehall-Songs. Cutty Ranks' Lyrics werden vermehrt auch außerhalb der Genres Dancehall und Reggae in Drum-and-Bass-/Jungle-Tracks gesampelt.

## Diskografie

### Alben
- 1991: The Stopper
- 1991: Lethal Weapon
- 1991: Retreat
- 1992: From Mi Heart
- 1996: Six Million Ways To Die
- 2001: Back With A Vengeance
- 2005: Hard For It
- 2012: Full Blast

### Singles
- 2018: Dame tu cosita (US: ×7Siebenfachplatin (Latin) )[1]